# Motorbåtsport

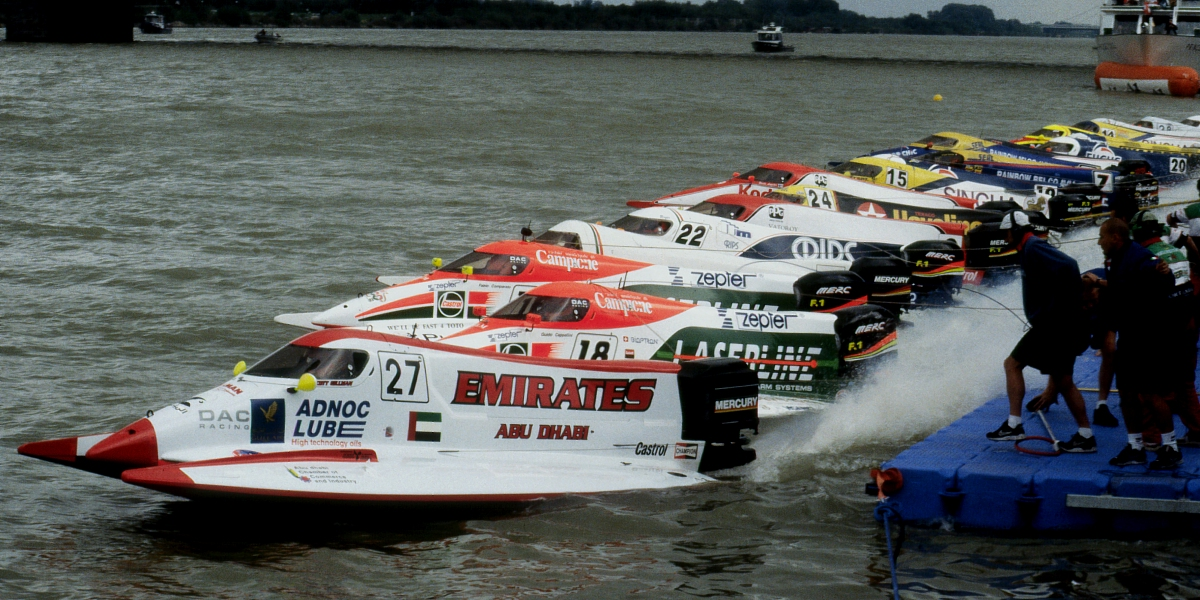
Start i Formula 1 Powerboat World Championship, 1999

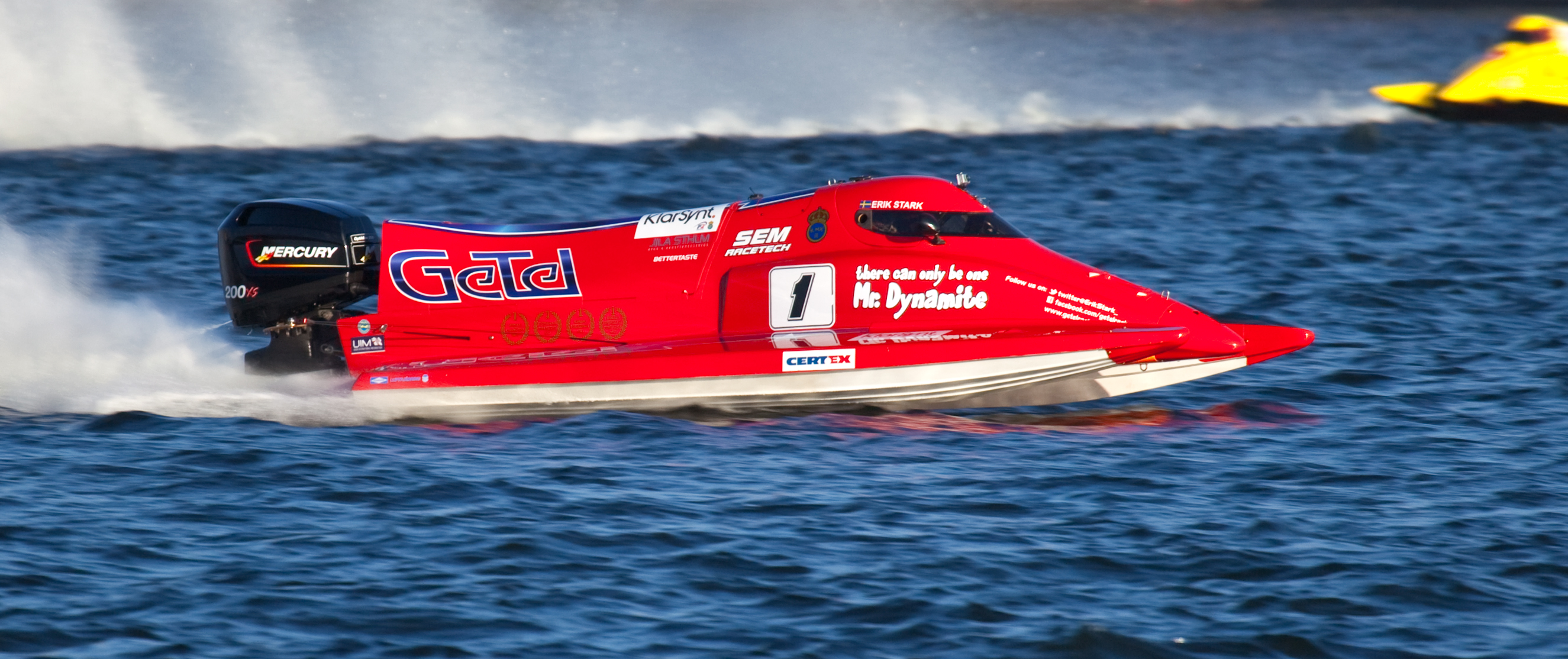
Erik Starks båt vid deltävling i UIM F2 Championship på Riddarfjärden i Stockholm, juni 2012

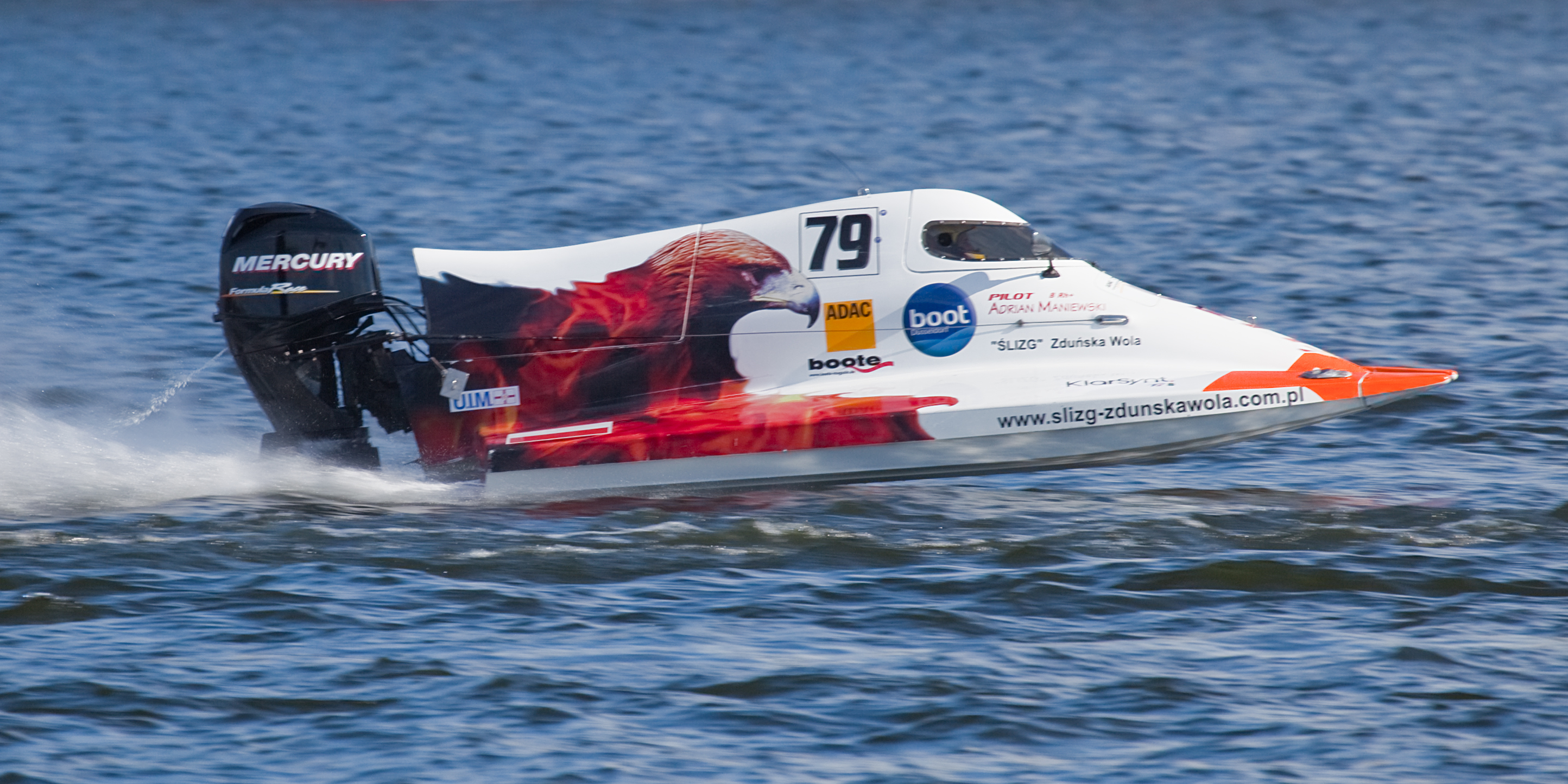
Formel 4-europamästerskap på Riddarfjärden i Stockholm, juni 2012

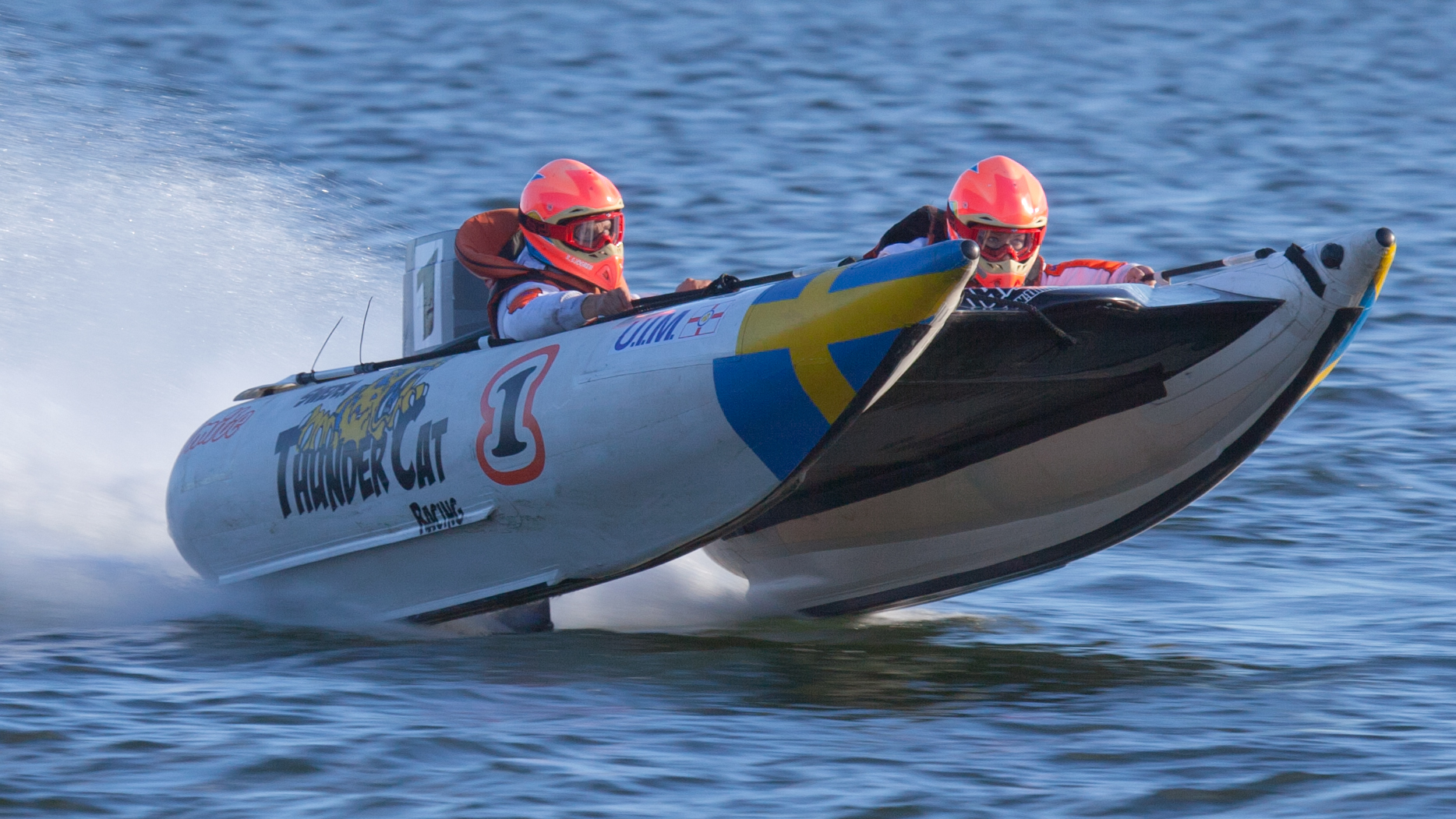
Thundercat i Vaxholmsloppet, september 2011

Motorbåtsport, eller båtracing, är en samlingsbenämning för tävlingar med motorbåtar, inklusive radiostyrda motorbåtar.

## Tävlingsformer
- Offshore är den äldre tävlingsformen, vilken vanligtvis är uthållighetslopp. Båtarna kör en längre sträcka, vanligtvis utomskärs, från en plats till en annan. Skandinaviens största och mest kända offshore-race är Roslagsloppet, som första gången arrangerades 1962 och som körs från Stockholm till Öregrund. En internationell klassiker, och föregångaren inom sporten, är loppet mellan Miami och Nassau i Bahamas, vilket hölls första gången 1956.

- Inom rundbana benämns de större klasserna Formula 1 Powerboat World Championship, UIM F2 Championship och F4-s. Formula 1-båtar väger ca 550 kg, är 5 meter långa och har en motor på 400 hk. Hastighetsrekordet är 256 km/h och innehas av italienaren Guido Cappellini. Acceleration från 0 till 100 km/h avklaras på under 2 sekunder och i kurvorna nås g-krafter kring 7-8 G. Inom rundbanegrenen har Finland och Sverige haft och har flera aktiva framstående förare. De små klasserna, som man börjar med i rundbana är GT15, som går i ungefär 36-37 knop, samt GT30, som går i omkring 50 knop. Bland övriga klasserna finns aquabike (JetSki), classic och Thundercat.

- OCR är en kombination av offshore och rundbana. Båtarna kör en större, oregelbunden bana, ofta med öar och andra naturliga hinder som rundningsmärken. Eftersom båtarna passerar nära land och samma plats ett flertal gånger, har tävlingsformen blivit alltmer populär hos publiken och media.

De största motorbåtarna tävlar inom Class 1 offshore. Även om klassen tillåter olika båt- och motortyper, har utvecklingen lett till att båtarna ser nästan identiska ut. Med 46-fots katamaraner och två bensinmotorer på 928 hästkrafter väger båtarna 4,8 ton och når toppfarter över 140 knop[källa behövs]. I Sverige arrangerades Swedish Grand Prix, som var den första Class 1-tävlingen i landet, i Uddevalla 2010.